# Sabina Sebyłowa

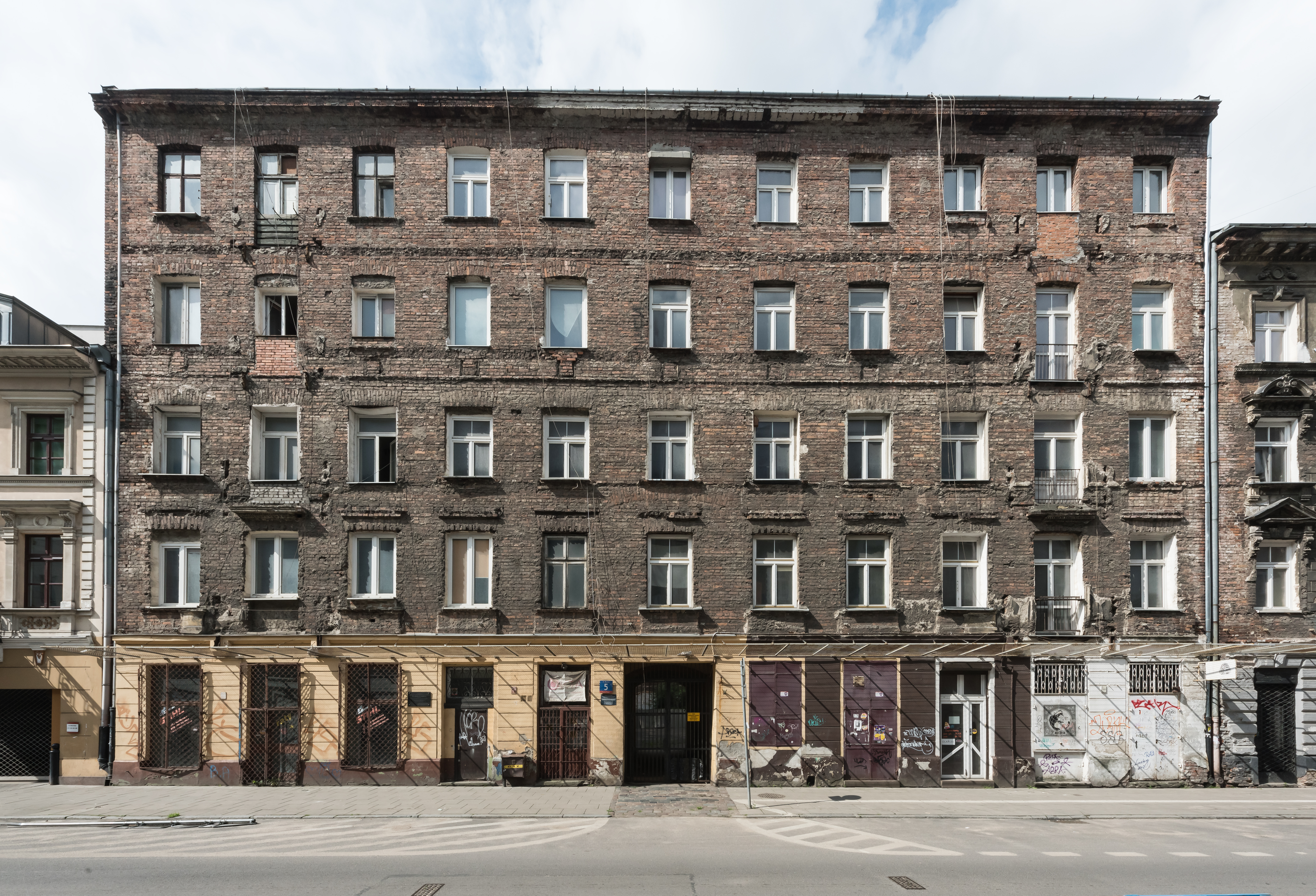
Kamienica przy ul. Brzeskiej 5 w Warszawie, w której przez większość życia mieszkała Sabina Sebyłowa

Sabina Maria Sebyłowa z domu Krawczyńska (ur. 5 grudnia 1900 w Warszawie, zm. 19 lutego 1980 tamże) – polska pisarka.

## Życiorys
Ukończyła gimnazjum ogólnokształcące. Przed II wojną światową pracowała jako urzędniczka PKO. Była specjalistką w dziedzinie grafologii; przeszła szkolenia specjalistyczne w Instytucie Psychotechnicznym Urzędu Kryminalnego Policji Państwowej oraz w Mennicy Państwowej. 
W czasie II wojny światowej utrzymywała się z hafciarstwa. W latach 1945–1960 pracowała jako urzędniczka w Ministerstwie Kultury i Sztuki. 
Przez większą część życia mieszkała w kamienicy przy ul. Brzeskiej 5, gdzie powstały m.in. Notatki z prawobrzeżnej Warszawy. Wraz z mężem była również właścicielką domku z ogrodem w Magdalence.
Pochowana na cmentarzu Bródnowskim (kw. 20C-1-6).

## Życie prywatne
Jej mężem był Władysław Sebyła, poeta, ofiara zbrodni katyńskiej. Małżonowie mieli syna Witolda (ur. 1929).

## Twórczość literacka
- Moja matka opowiada (opowiadania, 1958)
- Okładka z pegazem (wspomnienia, 1960)
- Notatki z prawobrzeżnej Warszawy (dziennik, 1985)

## Upamiętnienie
Sabinę Sebyłową i jej męża Władysława upamiętnia jedna z tablic Praskiej Galerii Sław wmurowanych w chodnik ul. Stalowej w 2017 roku.